# Corazón de papel
Corazón de papel es una película española estrenada en 1982. Escrita por Jaime de Armiñan, Manuel Albignoni y Roberto Bodegas; este último también fue el director de la cinta. La trama de la película presenta la labor de los periodistas dentro de la prensa del corazón.

## Sinopsis
Corazón de papel relata la historia que hay detrás de las portadas de la prensa del "corazón". Los altibajos de la agencia "Agepress" dirigido por Antonio Borja, cruza graves problemas económicos por ello es ayudado por su ahijado protegido Tomás y Julia, una joven periodista universitaria, que intentan sacar adelante las portadas de las revistas en un plazo de 60 días. El objetivo es conseguir el mayor número de ventas de la vida íntima de los famosos: cotilleos, escándalos, rumores, separaciones, bodas y exclusivas.

## Reparto y personajes
- Antonio Ferrandis de Antonio Borja.[2][3]
- Patxi Andión de Tomás Pineda.
- Ana Obregón de Julia Pastrana.
- Héctor Alterio de D. Arcaido Nieto.
- Ofelia Angélica
- Eduardo Calvo de Lorenzo Almedilla.
- Maria Elena Flores de Mari.
- Claudia Gravy de Doña Luz.
- Isabel Luque
- Lautaro Murúa de Señor Segura.
- Silvia Tortosa